# Mario Party: Island Tour
Mario Party: Island Tour (マリオパーティ アイランドツアー, Mario Pātī Airando Tsuā) és un videojoc per a la Nintendo 3DS de la sèrie Mario Party. És el tretzè títol d'aquesta sèrie (el dissetè al Japó), el tercer en una portàtil. Alguns minijocs i taulers estan basats en els de Wii Party U, llançat a finals d'octubre de 2013 per a Wii U.
Va estar anunciat en un Nintendo Direct especial el 17 d'abril de 2013 anomenat "Nintendo 3DS Direct" i havia de sortir el novembre però va acabar sortint el 2014 a Europa i Australàsia, més concretament el 17 de gener i el 18 respectivament. La data de 22 de novembre de 2013 per a Amèrica es va mantenir, i on també va sortir a la Nintendo eShop. Va ser el 20 de març de 2014 al Japó i a Corea del Sud. La versió digital del videojoc ocupa 1973 blocs, unes 247 MB. Va sortir al Brasil el 26 de novembre de 2013.

## Jugabilitat

Captura de pantalla de Mario Party: Island Tour en el tauler Perillous Palace Path. En Mario està pensant què vol fer, si visualitzar el mapa de tot el tauler o de tirar el dau o els daus que té. Si en té més d'un, podrà triar el normal (1-10) o un especial, que sembla que sigui un 1-6. La pantalla inferior mostra el mapa de la col·locació del personatge respecte als seus contrincants, i la superior mostra les qualificacions temporals i els objectes que té, a part de la visió general del joc.

Mario Party: Island Tour té la mateixa mecànica que els anteriors jocs de la sèrie, excepte en Mario Party 9, on el joc és independent en els quatre jugadors, i que en comptes dels blocs numerats d'u a sis tradicionals ara es numeren fins a 10 de les vuit primeres entregues.
Igual que en Mario Party 9, els jugadors semblen moure's entre cadascun dels 7 taulers que hi ha al llarg d'un camí lineal, encara que en aquest joc que sembla una carrera fins al final. No obstant això, les caselles (allà on pot passar qualsevol cosa: aconseguir 3 monedes o perdre'n, que en Bowser arribi i tregui la col·lecció del jugador, o perquè el jugador avanci més del compte, repartiment de monedes per igual, etc.) són molt semblants a les de Mario Party 9. Així, també s'ha demostrat que els jugadors poden usar targetes especials per obstaculitzar als seus rivals, igual que en els "Orbes" d'anteriors lliuraments de Mario Party, com per exemple canviar de lloc els personatges, potenciar un personatge en els minijocs, etc., com en altres Mario Party.
També comptarà amb multijugador local. En una entrevista concedida a Nintendo World Report dies després del Nintendo Direct de l'1 d'octubre de 2013, un representant de Nintendo va dir que el videojoc no té servei online (a més que és comprobable amb la no aparició de la icona de Nintendo Network en la caràtula). Tot i així, assegura que tant el Multijugador Local com el Mode Descàrrega ofereixen una experiència completa que serà una còpia del mode d'un jugador. A més d'aquest mode, també n'hi ha per a jugar els minijocs, col·leccionar gràcies a Punts Mario Party guanyant certs objectius...
S'ha vist que els jugadors poden haver versions fosques dels altres personatges jugables en certs minijocs. 81 n'hi ha, i en molts serà possible utilitzar el sensor de moviment o el giroscopi, o les capacitats de la consola com les cartes de realitat augmentada i StreetPass (4 vs. 4, 1 vs. 3, Minijocs de Cap i Extra).

### Personatges jugables
Són jugables 10 personatges de la saga Mario.
- Mario[17]
- Luigi[17]
- Princesa Peach[17]
- Toad[17]
- Princesa Daisy[17]
- Wario[17]
- Waluigi[17]
- Yoshi[17]
- Boo[18][17]
- Bowsy (desbloquejable complentant el mode Bowser's Tower un cop)[19]

Els seus artworks oficials provenen d'altres videojocs, com el de Wario de Mario Party DS, el de Daisy de Mario Party 6 i Bowsy de Super Mario Galaxy, tot i que també n'hi ha de nous.
El Toad Groc és l'assistent dels taulers, com en Mario Party 9.

### Modes[21][22]
- Un jugador
  - Mode Festa. Jugar una partida de festa independentment de si ja s'ha completat o no.
  - Mode Minijoc. És el mode per on es poden jugar els 84 minijocs del joc: General, Puzzle, Cap final o Extra. El seu objectiu també és establir rècords, un joc superràpid amb amics, o simplement "passar una bona estona". També hi ha submodes.
    - Free Play ("joc net") consisteix a jugar a minijocs contra jugadors controlats per la CPU.
    - Time Attack ("Contrarellotge") consisteix en el fet que 10 minijocs es juguen seguits el més ràpid possible. Si s'aconsegueix cert objectiu, rebaixarà la marca global del jugador en tres segons per cada un. Els minijocs també són jugables amb el sensor de moviment o de gir.[23]
    - Hot-Air Hijinks ("viatges en globus") consisteix a arribar a la meta vencent 3, 5 o 7 minijocs.

  - Minijocs StreetPass. Amb StreetPass, altres jugadors del videojoc s'enfronten com a fantasmes en un desafiament de 10 persones en uns minijocs triats, i també és possible compartir les seves dades per a una futura trobada.[23]
  - La Torre de Bowser. S'han de completar 30 minijocs i guanyant s'ha d'arribar al final de tot, i acabar derrotant en Bowser com a cap final, tot i que cada 5 nivells es trobarà amb un dels seus ajudants.[23]
  - Col·leccionables. Les "Mario Party Points" (Punts MP) originàries de Mario Party DS aconseguides en el joc es poden gastar en les Bombolles de Col·lecció. Les bombolles contenen tota mena de coses interessants en el joc, com a figures especials, clips de so i temes musicals del joc. Amb StreetPass també es poden aconseguir desbloquejables.[13]
- Multijugador. Es pot jugar una partida multijugador, amb fins a 4 jugadors en el mateix moment, amb un sol cartutx, el que s'anomena el Mode Descàrrega.[24] Inclou el Mode Festa i el Mode Minijocs.

### Taulers
El videojoc compta amb 7 taulers.
| Tauler                                                 | Nom espanyol              | Característiques | Forma de desbloqueig                                                                     | Estadístiques                           |
| ------------------------------------------------------ | ------------------------- | --- | ---------------------------------------------------------------------------------------- | --------------------------------------- |
| Perillous Palace Path                                  | Reino de los Objetos      | És un poble habitat per Toads similars a Toadtown, la capital del Regne Xampinyó de Paper Mario. | Jugable des del principi.                                                                | Estratègia: 4/5 Sort: 3/5 Minijocs: 5/5 |
| Banzai Bill's Mad Mountain                             | Montaña de Bill Banzai    | Un tauler que s'assembla al món 6 de New Super Mario Bros. Wii i que té uns grans Banzai Bill. Els jugadors poden optar per amagar-se de manera segura, o ser retornats al principi si un jugador treu un Bill Banzai en el dau. | Jugable des del principi.                                                                | Estratègia: 2/5 Sort: 5/5 Minijocs: 2/5 |
| Star-Crossed Skyway                                    | Safari Estelar            | És un tauler al cel. L'objectiu és aconseguir el màxim de Mini Stars possibles, però també hi haurà Mini Ztars que restaran al jugador. | Jugable des del principi.                                                                | Estratègia: 4/5 Sort: 4/5 Minijocs: 3/5 |
| Rocket Road                                            | Reino Galáctico           | És un tauler de l'espai amb elements de Super Mario Galaxy. Sembla una carrera, com es veu quan Mario arriba al final. Els jugadors es mouen dins una nau espacial. L'objectiu és aconseguir el màxim d'acceleradors per a la nau. | Jugable des del principi.                                                                | Estratègia: 2/5 Sort: 5/5 Minijocs: 4/5 |
| Kamek's Carpet Ride                                    | Mansiones de Kamek        | És un tauler on s'ha de moure el jugador per una catifa de Kamek. Amb les Cartes que van sortint aniran canviant elements del tauler, com aconseguir una estrella del jugador, volar fins al final, etc., com si fos màgia de Kamek. Hi ha dues mansions, pel que allarga la duració de la partida, la Mansió Verda i la Mansió Vermella. | Jugable des del principi.                                                                | Estratègia: 4/5 Sort: 1/5 Minijocs: 3/5 |
| Shy Guy's Shuffle City                                 | Casa de naipes de Shy Guy | És un tauler ple de Shy Guy i demana burlar-se d'altres jugadors quan aquest agafi una Carta Bowser. | Només es pot jugar en el Mode Multijugador.                                              | Estratègia: 5/5 Sort: 3/5 Minijocs: 2/5 |
| NA Bowser's Peculiar Peak PAL Bowser's Bizarre Volcano | Volcán de Bowser          | És l'últim tauler. | S'han de jugar, almenys un cop, en els taulers anteriors excepte Shy Guy's Shuffle City. | Estratègia: 2/5 Sort: 3/5 Minijocs: 4/5 |

## Argument
Mario, Luigi, Princesa Peach, Toad, Yoshi, Princesa Daisy, Wario i Waluigi són al Castell de la Princesa Peach observant el seu jardí. De sobte, reben una carta dins una bombolla, que es convida a passar una divertida estona en una espècie d'"illa al cel". Tots accepten, i automàticament també acaben sent envoltats per les bombolles i els porta aquí.
El mode Bowser Tower comença quan tots ja han arribat a l'illa i arriben al voltant d'una gran torre, i Bowser veu que aquesta és una oportunitat per a fer-los passar pel coll i crea una gran bola negra que edifica en uns segons la Torre d'en Bowser, per on tots les passaran magres, i els personatges decideixen combatre l'atac d'en Bowser contra la divertida illa completant, si més poden, els desafiaments que els proposa.
Un vídeo de GameXplain publica el que hi passa dins; abans de resoldre un minijoc s'ha de lluitar amb les 3 còpies del personatge en qüestió, i lluitar entre elles. Dona la possibilitat de triar 2 minijocs.

## Desenvolupament

### Anunci oficial i precedents
El 4 de gener de 2012 Nintendo va emetre un comunicat dient que sortiran a la venda noves entregues de la sèrie Pokémon i Mario Party per a la videoconsola Nintendo 3DS, una mica abans del llançament de l'anterior entrega de Mario Party, Mario Party 9. El joc va tenir data de llançament, detalls i imatges en el Nintendo Direct especial que va emetre en tot el món Nintendo, el "Nintendo 3DS Direct" el 17 d'abril de 2013. Mario Party (encara títol provisional) es va programar per a l'hivern del 2013.

### Detalls oficials
Tot just acabar l'E3 del 2013, que va durar entre l'11 i el 13 de juny, Nintendo va publicar un calendari de llançaments del qual revelava que aquesta entrega de la sèrie sortirà el novembre de 2013 a Amèrica del Nord i a Europa. En el Nintendo Direct Mini del 18 de juliol de 2013 es va confirmar oficialment aquesta data.
El comunicat de Nintendo del 28 d'agost de 2013 revela que els seus creadors són Nd Cube i aconsegueix una caràtula i un nom final: Mario Party: Island Tour, que significa "el tour de l'illa".

### Vídeos de jugabilitat
En la notícia de Nintendo Espanya que resumeix el Nintendo Direct del 10 d'octubre de 2013, s'anuncia que el joc acabarà sortint el 2014 a Europa i Australàsia. Les dates de 22 de novembre de 2013 per a Amèrica i finals d'any al Japó es mantenen. Un vídeo de jugabilitat ha sortit de part de GameTrailers, i s'ha realitzat una entrevista a Nintendo World Report que revela detalls sobre multijugador. El 8 d'octubre la mateixa pàgina revela més detalls sobre alguns minijocs, i l'11 es revelen més imatges sobre els mapes, els minijocs i els personatges.
El 13 d'octubre de 2013 es va estrenar la seva pàgina web oficial nord-americana en versió "teaser", que ha revelat que Amèrica del Nord serà un dels que podran adquirir el joc mitjançant la Nintendo eShop, i ha revelat la seva caràtula oficial en baixa resolució (amb la qualificació d'ESRB d'"Everyone") i més imatges i detalls sobre el joc, per part de Nintendo World Report.
El 2 de novembre surt el tràiler "teaser" del videojoc oficial que revela algunes imatges sobre el joc i la seva trama. GameXplain ha revelat cinc vídeos sobre alguns minijocs de Mario Party: Island Tour: Rope a Slope (descendir una muntanya agafats per una corda i esquivant obstacles), Grid is Good (trencaclosques seguint les instruccions), Drive for Show (tacar boles per acertar al número), Mad Ladders (esquivar els Spikes que tiren boles) i Slow G (lluita contra la gravetat per arribar a dalt de l'escenari).

Captura del minijoc Match Faker, en què s'han de copiar els mateixos elements que surten en la pantalla superior en el mateix lloc, aproximadament, en la pantalla tàctil. Aquesta imatge, del 17 d'abril de 2013, és una versió beta del minijoc, ja que hi havia setze fitxes per memoritzar en comptes de dotze, i sis rondes en lloc de tres.

Per cortesia de Nintendo, l'editor José Otero (IGN) va poder jugar a una demo del videojoc el 5 de novembre, i s'han revelat quatre minijocs nous: Match Faker (joc de memòria), Bumper Thunder (autos de xoc, fins que un caigui), Color Correction (pintar el contorn de les rajoles en un límit de temps) i Sinking Feeling (minijoc de Realitat Augmentada, on s'ha d'escalar un tub verd enorme que s'enfonsa lentament en un pou de lava, i esquivant els barrils que cauran i evitant els bloquejos dels camins els 4 jugadors hauran d'arribar a dalt de tot).
El 7 de novembre de 2013 l'enllaç de Mario Party: Island Tour va aparèixer a la botiga virtual de Nintendo eShop nord-americana, amb el preu per determinar i dins de la secció de la Consola Virtual en l'apartat de Nintendo Entertainment System, juntament amb vídeos online del videojoc. Després es va retirar.
El 13 de novembre de 2013 el Nintendo Direct realitzat a Amèrica del Nord i a Europa anuncia nous detalls del joc i també que sortirà al continent europeu el 17 de gener de 2014. A Australàsia sortirà el 18. A més, amb la publicació del web nord-americà també s'anuncien detalls extra, com l'anunci de tots els set taulers i més tipus de modes.
El 14 de novembre GameXplain publica el vídeo sobre la introducció del Mode Festa del joc i del submode Bowser Tower. També ensenya què hi passa dins de la Torre Bowser, un minijoc anomenat Fisticlouds i un tros de jugabilitat en el tauler Banzai Bill's Mad Mountain. El 18 de novembre, el lloc web Nintendo Fuse revela un desè personatge jugable que ha estat vist en artworks oficials: Bowser Jr. (Bowsy a Espanya), i que sembla desbloquejable, ensenyant-ho en dos vídeos amb Bowsy al submode Bowser Tower.

### Post-llançament americà
El 23 de novembre de 2013, un dia després del llançament nord-americà, GameXplain va publicar un vídeo de dues hores dels 84 minijocs que es mostren en el joc. El 24 de novembre, Nintendo va publicar el tràiler de llançament, que mostra les variabilitats en els set taulers, entre altres coses. El 30 de novembre, l'usuari de YouTube StreetPassPrinceton va ensenyar que ha pogut guanyar en molts dels seus minijocs sense fer absolutament res, amb en Luigi. The Bit Block ha publicat un vídeo que mostra els modes del joc.
L'11 de desembre de 2013 va sortir el tràiler anglès. El 16 de desembre va sortir el tràiler espanyol.
En el Nintendo Direct del 18 de desembre de 2013, es va anunciar que Mario Party: Island Tour sortirà el 20 de març de 2014 al Japó. El 20 de desembre, Amazon, i NintendoTweet i Nintendo Everything, van revelar la caràtula japonesa.
El 14 de gener de 2014 el lloc web espanyol Espal3DS va dir a Twitter que la versió digital del videojoc ocupa 1973 blocs, unes 247 MB.
Va sortir al Brasil el 26 de novembre de 2013. Segons informa el blog Mario Party Legacy el 17 de gener, el videojoc sortiria a Corea del Sud al mateix moment que al Japó, el 20 de març de 2014.
El 28 de febrer de 2014 surt la pàgina web japonesa oficial del videojoc. El dia 3 surten nous vídeos: entre els quals hi ha dos comercials (1 i 2) i un petit tràiler.
El joc va rellançar-se el 16 d'octubre de 2015 a Europa amb preus rebaixats sota la línia "Nintendo Selects". L'11 de març de 2016 el videojoc va rellançar-se amb un preu rebaixat sota la línia Nintendo Selects a Amèrica del Nord.

## Recepció

### Crítica[52]
L'únic que ha aprovat amb un Notable el joc ha estat Nintendo World Report, amb un 85: "Una addició fantàstica per a la 3DS. Els gràfics són nítids i s'utilitza el 3D, mentre que la música s'ajusta a cada joc i el tauler sense trobar-se monòton. Cada mode de taula és fàcil de recollir i jugar amb qualsevol persona, en qualsevol moment. Island Tour és un perfecte equilibri entre l'antic i nou, que manté el joc fresc amb estils per satisfer cada necessitat."
GameSpot li posa un 70: "No és un joc perfecte, per qualsevol mitjà, però algunes bones consideracions de disseny, millor que la mitjana de la varietat, i la temàtica de Mario sempre agradables posar a Mario Party: Island Tour uns nivells per sobre del seu vídeojoc en mitjà bash-in-a-box." GameEvolution li posa un 60: "Els entusiastes del joc de taula es trobaran avorrits ràpidament." GamesRadar li posa la mateixa nota: "Abandonant els llargs partits del passat de Mario Party a favor d'opcions més curtes té sentit, i fa que per a les experiències més manejables. Però encara està entristint que el joc més llarg no sigui Island Tour, ja que s'acaba en menys d'una hora". Nintendo Life també: "Aquells que busquen una experiència de llarga durada per a un sol jugador ho desitja, pot mantenir-se al marge, però, no hi ha prou profunditat per les maneres terrestres centrada per mantenir enganxat durant molt de temps.". God is a Geek: "Encara hi ha un munt de diversió que havia d'haver en minijoc de més èxit amb un grup d'amics a nivell local, però el joc en conjunt ve a través de la més d'una re-banda de rodament d'alguna cosa que hem jugat en equip i de l'equip de nou.". Pocket Gamer UK: "La major part del temps estaràs rient del joc en lloc d'amb ella.". DigitalChumps li posa un 56: "Mario Party continua veient seqüeles i per desgràcia, no està veient un gran canvi. En la tercera experiència portàtil, Island Tour, que havia esperat un sol jugador més agradable i multijugador a Internet per mantenir els jugadors interessats en que no poden obtenir els seus amics al voltant. Per desgràcia, l'experiència de pa amb mantega de 4 jugadors és més fàcil i més agradable per a la Implementació de les experiències de la consola.".
IGN li va donar a Mario Party: Island Tour un 5,5, criticant el seu control de moviment, minijocs no inventats, i la seva pobre campanya per a un sol jugador, però lloant les seves regles del fòrum únics i l'ús de Download Play. GameInformer el suspèn, amb un 40: "Desafortunadament, la quantitat d'opcions pot superar el joc estèril. He defensat a la sèrie en el passat, la diversió ximple inofensiva, però Island Tour és completament avorrit."
El lloc web Famitsu ha qualificat de Mario Party: Island Tour, amb un 38/40 (8/8/8/8).

### Pre-llançament
La revista japonesa Famitsu va alliberar el 27 de febrer de 2014 una nova llista de 30 videojocs més buscats per als seus lectors. Amb data de llançament prevista per al 20 de març al Japó, el joc Mario Party: Island Tour va aparèixer en el 25è lloc.

### Vendes i descàrregues
Mario Party: Island Tour va arribar a la 16a posició en el rànquing de videojocs més venuts de l'eShop de 3DS a data del 25 de novembre de 2013. Va ser el setè videojoc més venut a data de 18 de gener de 2014 al Regne Unit, el primer comptant si són de Nintendo 3DS. A data de 12 d'abril de 2014, el cinquè contingut més descarregat a la Nintendo eShop de 3DS japonesa va ser Mario Party: Island Tour.
Des del 31 de març al 6 d'abril de 2014, al Japó el videojoc ha estat el més venut, amb 47.106 i amb 257.873 còpies venudes fins ara. Segons l'institut GFK, a data de 12 d'abril de 2014, el joc era el novè videojoc de Nintendo 3DS més venut al Regne Unit. Segons l'estudi Media-Create, entre el 21 i el 27 d'abril de 2014 Mario Party: Island Tour va ser el quart videojoc més venut al Japó amb 15.654 unitats venudes aquella setmana i 320.489 fins a la data.
Del 28 d'abril al 5 de maig de 2014, Mario Party: Island Tour va ser el cinquè videojoc més venut al Japó segons l'institut Media-Create, amb 22.581 unitats venudes durant aquest període i 343.071 en total. Al Regne Unit, del 3 al 10 de maig de 2014 va ser el novè videojoc més venut en la categoria de Nintendo 3DS, segons GFK. El joc va ser el tercer videojoc més venut al Japó segons l'institut Media-Create del 5 de maig a l'11 de maig de 2014, amb 20.065 unitats venudes durant aquella setmana i 363.136 en total.
Mario Party: Island Tour va ser el dinovè videojoc més venut al Japó en el període de 30 de juny a 6 de juliol amb 3.305 unitats venudes aquella setmana i 404.211 en total.

### Màrqueting
El 25 d'octubre de 2013 s'anuncia que, per a Super Mario 3D World, Mario Party: Island Tour i Mario & Sonic at the Sochi 2014 Olympic Winter Games, els usuaris americans del Club Nintendo que registrin un dels jocs abans del 15 de novembre podran rebre 10 monedes per aconseguir productes.
La xarxa de restaurants de menjar ràpid McDonald's japonesos rebran aquest Nadal ninots de Mario, que no semblen estar relacionats amb els que han anat sortint a Europa els últims mesos, però sí que ho semblen estar amb Super Mario 3D World. El 22 de novembre arribaran en Mario prement un bloc d'interrogació, un Tub, una Bandera i un nino de Mario Pingüí. A partir del 29 de novembre, arriben Mario de Foc, Boomerang Mario, Princesa Peach i Yoshi. En el Happy Meal serà possible retallar un arbre de nadal de cartró. Les joguines de Mario, així com l'edició de Nadal del Happy Meal, estarà disponible durant tres setmanes als restaurants japonesos. Qui compri aquest menjar durant el 23 de desembre i el 24 podrà guanyar un joc de taula de Mario Party: Island Tour. El 23 de novembre el japonès Game Watch va ensenyar imatges i vídeos sobre el pack.